# 緑被率
緑被率（りょくひりつ）とは、一定の広がりの地域で、樹林・草地、農地、園地などの緑で覆われる土地の面積割合で自然度を表す指標の一つ。夏に撮影した空中写真などを測定データとして用いている。

## 計算式
緑被率は敷地面積に対する緑地面積の割合で、計算式は緑地面積/敷地面積×100%である。緑地面積は緑地の投影面積に緑地の種類ごとに定められた有効計数を乗じて算出された値である。緑地面積には壁面も含まれ植栽延長に距離を乗じて計算する。
京都議定書#吸収源活動での主張でもあるとおり、日本はカナダなどとともに、先進国の中では緑被率の比較的高い国であるが、東京都23区内の区域の緑被率は平均で約20パーセント台であり、樹木で覆われている割合となると10パーセントを切るくらいである。砧地域などは東京都特別区内でも緑被率は首都圏トップクラスの地域であるが、世田谷区全体の緑被率は30パーセント台に減少、首都圏近郊である横浜市では旭区、緑区、栄区などは比較的緑被率の高い地区となっているが、市全体平均は30パーセントそこそこである。近年首都圏の住宅供給地として発展を遂げている守谷市では早くから計画的に整備を図り、市内の緑被率は60パーセント程度である。

## 緑地率と緑視率
緑化に関する指標には緑被率のほか緑地率（りょくちりつ）や緑視率（りょくしりつ）がある。
緑地率
緑地率は敷地面積に占める緑地（植栽地）の面積の割合である。
緑視率
緑視率は区間領域（視界）に占める緑視面積（高木や低木及び壁面緑化等）の割合である。平面的にとらえる「緑被率」に対して、空間的な実感に近い指標として考えられた概念。厳密な測定は困難でいくつかの視点場における計測データで代表させる。